# Gansingen
Gansingen es una comuna suiza del cantón de Argovia, situada en el distrito de Laufenburgo. Limita al norte y este con la comuna de Mettauertal, al sureste con Remigen, al sur con Mönthal, y al oeste con Laufenburg.